# SOAS, University of London
SOAS, University of London (dříve School of Oriental and African Studies) je veřejná vysoká škola v Londýně. V rámci University of London působí jako tzv. constituent college, která je nadána vlastními právy a postavením, které je podobné samostatné univerzitě. Jsou zde vyučovány reálie, jazyky, umění a kultura zemí Asie, Blízkého Východu a Afriky. Škola od svého založení v roce 1916 získala velmi dobré renomé a její absolventi patří mezi příslušníky diplomatických sborů, nebo zastávají mnohé významné funkce.